# Eduardo Zarantonello
Eduardo Héctor Zarantonello (Buenos Aires, 4 de junio de 1918 – Mendoza, 13 de enero de 2010) fue un matemático argentino que trabajó en análisis. Su doctorado fue otorgado por la Universidad Nacional de La Plata. 

## Biografía
Nacido en una familia de inmigrantes de Italia. Obtuvo el grado de Doctor en Ciencias por la Universidad Nacional de La Plata. De septiembre de 1942 a a septiembre de 1943 se perfeccionó en EE. UU. De 1942 a 1947 se desempeñó como instructor en la Academia Naval y como profesor adjunto en la Universidad de La Plata. Y, trabajó en la Universidad de Harvard como investigador asociado en los períodos 1948-1950, 1952-1954 y algunos trimestres de 1956.
Los resultados de la teoría constructiva de un interminable flujo de ecuaciones presentadas en el Congreso Internacional de Matemáticos en Cambridge, Estados Unidos en 1950. En las décadas de 1960 y 1970 trabajó en el centro de investigaciones matemáticas del ejército de Estados Unidos en la Universidad de Wisconsin  (Madison). Desde fines de la década de 1980 hasta su fallecimiento estuvo asociado al Centro Regional de Investigaciones Científicas y Técnicas (CRICYT) en Mendoza.
En varios momentos trabajó en Córdoba, San Luis [es], Cuyo [es], la Universidad de Chile y la Pontificia Universidad de Santiago [en], Stanford, Chicago, Kansas City, Berkeley, Maryland, Montreal, Pisa, Lyon [fr], Montpellier [fr], Universidad Católica de Lovaina, el centro de investigación del ejército de Estados Unidos.
Colaboró con Garrett Birkhoff.
Profesor Honorario de la Universidad Nacional de Córdoba (1984). Vicepresidente de la Sociedad Matemática Argentina